# 애리조나 드림
《애리조나 드림》(영어: Arizona Dream)은 세르비아인 감독인 에미르 쿠스투리차가 감독한 미국과 프랑스의 독립 초현실주의 코미디 드라마 영화이다. 이 영화는 1991년 제작되어 1993년 유럽에서 개봉되었다. 1993년 제43회 베를린 국제 영화제에서 은곰상 심사위원 특별상을 수상하였다.

## 출연진
- 조니 뎁
- 제리 루이스
- 페이 더너웨이
- 릴리 테일러
- 빈센트 갤로
- 폴리나 포리스코바
- 마이클 J. 폴러드
- 폴리 누넌

## 기타 제작진
- 공동 제작: 리처드 브릭
- 미술: 밀렌 크레카 클라코비치
- 의상: 질 M. 오해너슨